# Île Santa Catalina (Colombie)
Pour les articles homonymes, voir Santa Catalina.
L’île Santa Catalina est une petite île colombienne située dans la mer des Caraïbes. Elle appartient au département de San Andrés, Providencia et Santa Catalina et est administrée par la municipalité de Providencia y Santa Catalina. Elle est située à 94 km au nord-nord-est de San Andrés.

## Caractéristiques

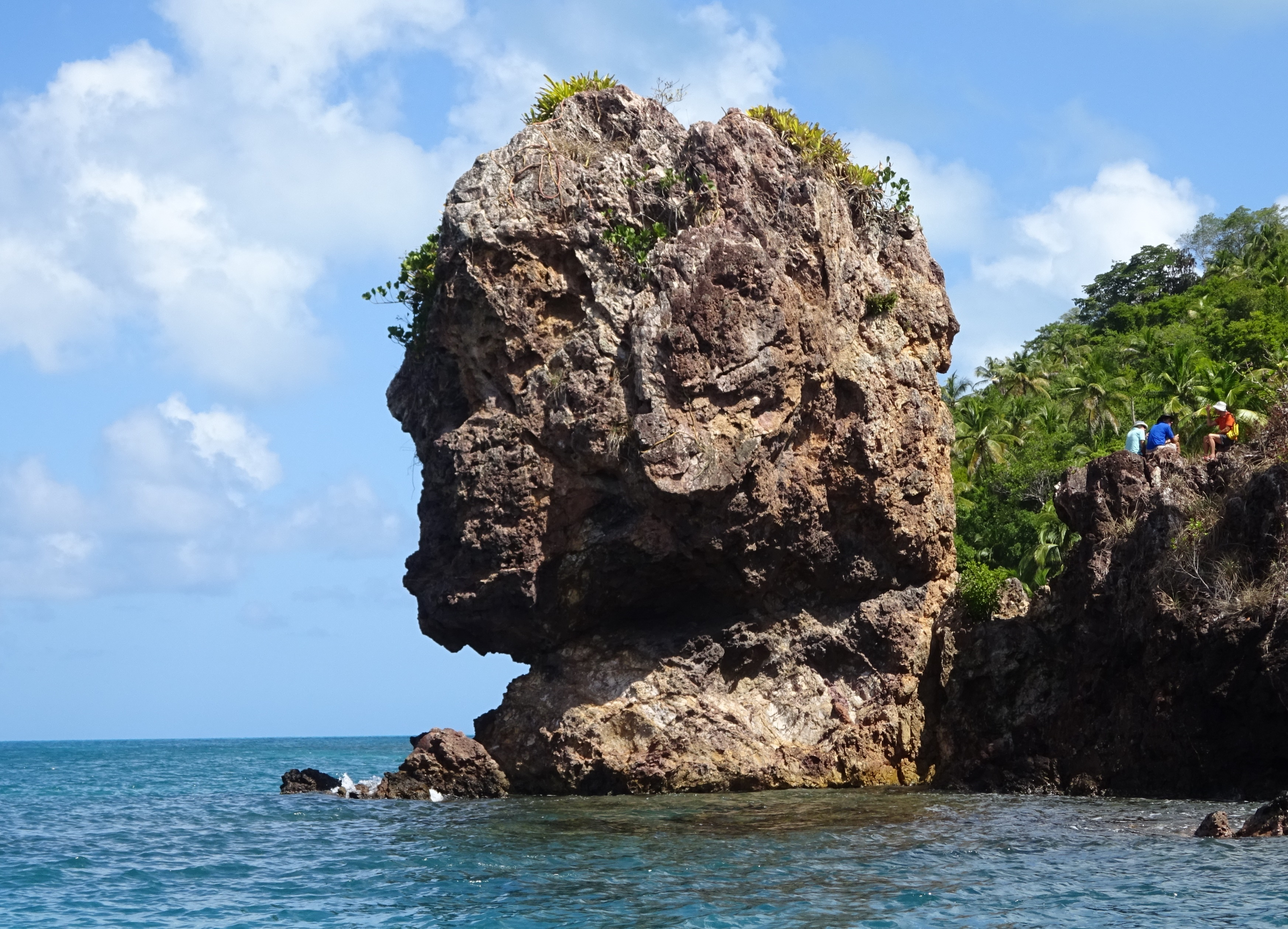
La Cabeza de Morgan est un point touristique populaire de Santa Catalina

Santa Catalina est l'une des trois îles principales de l'archipel, avec 1,18 km2 de superficie et est séparée de l'île voisine de Providencia par un canal dont la largeur varie de 130 m à 390 m et appelé "Canal Aury". Avec cette dernière, elle forme la municipalité de Providencia y Santa Catalina.
Le relief est relativement brisé et sa hauteur maximale est de 133 m au dessus du niveau de la mer. Le climat est assez sec, avec deux périodes de précipitations annuelles; la température moyenne est d'environ 25 degrés. En termes de végétation, la forêt tropicale sèche prédomine, l'élément le plus abondant étant l'Erythrina eggersii (es), suivi de Byrsonima crassifolia, de Bursera simaruba et de l'olivier. Quelques manguiers, palmiers (y compris le Coccothrinax jamaicensis, endémique de la région), poussent sur la petite île.
Compte tenu de sa proximité avec la plus grande île de Providencia, toutes ses activités économiques et touristiques y sont liées.

## Historique
En mai 1666, le pirate Edward Mansvelt se rend maitre de l'île à la tête de 200 hommes.
Le 16 décembre 1670, Henry Morgan parti du cap Tiburon, situé sur l'île d'Hispaniola, arrive, le 20 décembre, à la tête d'une flotte de 37 vaisseaux et 2 200 hommes devant Santa Catalina afin de prendre l'île, pour avoir des guides qui conduiraient son armée à la ville de Panama qu'il voulait attaquer et piller.

Après avoir mouillé dans une rade, de la petite île, nommée « Aquada grande », où les Espagnols avaient une batterie de quatre pièces de canon abandonnée, Morgan fit mettre 1 000 hommes à terre et marcha lui-même à leur tête au travers des bois, n'ayant pour guide que ceux qui s'étaient trouvés à la prise de cette île, lorsque Mansvelt s'en rendit maître.

A la pointe du jour, du lendemain, les Espagnols commencèrent à battre « la Diane »  et à faire une décharge de canon et de
mousquets. Alors Morgan envoya 4 hommes portant pavillon blanc, pour sommer les Espagnols de rendre l'île, et leur signifier que s'ils résistaient il mettrait tout à feu et à sang. Dès que les aventuriers furent les maîtres de la petite île et de ses forteresses, ils enfermèrent les habitants dans le grand fort de Sainte Thérèse, suivant l'accord conclu.

Les pirates trouvèrent un magasin où il y avait trente mille livres de poudre à canon et à mousquet, avec beaucoup de mèches et de grenades. L'ensemble de toutes ces munitions de guerre fut embarqué sur les vaisseaux. Les batteries furent démolies, les canons encloués et les affuts brûlés.
Il se présenta 3 hommes de Panama que Morgan cherchait pour les guider à travers la jungle : 2 Indiens et un mulâtre, auxquels Morgan promit qu'il leur donnerait la liberté, outre leur part de l'argent qui serait prise, s'ils voulaient mener son armée à Panama. Un Indien connaissant le chemin, Morgan aussitôt commanda quatre vaisseaux et une barque, avec quatre cents hommes, pour aller prendre le fort Saint Laurent de Chagres, qui était sur le fleuve de même nom et dans lequel il fallait que les aventuriers entrassent pour aller à Panama.
Morgan et le reste de son armée quittèrent l'île huit jours après.

### Fortification
En 1670, il y avait dix forteresses sur l’île :
1. La première, qui était au bout du Port qui fait la séparation des deux îles, et qui s’appelait le « fort Saint Jérôme », était proprement une batterie entourée de murailles, dont le parapet avait cinq pieds et le glacis une demi-toise de large. Tout ce fort pouvait être de six toises de long  et de quatre de large. Il y avait huit pièces de canon de fer, tirant douze, huit et six livres de balle, avec un corps-de-garde pour loger cinquante hommes.
2. La seconde était une batterie couverte de gabions, nommée la « Plata Forma de San Mateo » , où l'on voyait trois pièces de canon, qui tiraient huit livres de balle.
3. La troisième était le fort principal, nommé « fort Sainte Thérèse » sur lequel on trouvait vingt pièces de canon. Il était à quatre bastions simples, avec un fossé sans eau et un pont-levis. Ses murailles pouvaient avoir cinq toises de hauteur, le parapet cinq pieds, le glacis trois et demi. On y trouvait outre le canon, dix jeux d'orgues[4], chacun de douze canons de mousquet, avec quatre vingt-dix fusils, deux cents grenades, avec de la poudre, du plomb, et de la mèche à proportion. Ce fort était inaccessible, et bâti sur un rocher escarpé de tous côtés en sorte qu’il n’avait qu’une avenue par le pont-levis, où ne pouvaient marcher que quatre hommes de front. Au milieu on rencontrait une terrasse élevée d’une toise, au-dessus du parapet, sur laquelle il y avait quatre pièces de canon qui commandaient à la rade. A moins que d’avoir réduit ces forts, il était impossible d'approcher de l'île avec aucun vaisseau. Du côté de la mer ce fort avait plus de vingt-cinq toises de hauteur, à cause du rocher sur le sommet duquel il était bâti.
4. La quatrième place fortifiée, nommée « plate-forme de San Agustin », était une batterie couverte de gabions remplis de terre, avec trois pièces de canon tirant six et huit livres de balle.
5. La cinquième, nommée « plate-forme de la Conception », était encore une batterie de deux pièces de canon tirant huit livres de balle.
6. La sixième, nommée « plate-forme de Notre-Dame de Guadalupe », était une batterie montée de deux pièces de canon tirant douze livres de balle.
7. La septième, nommée « plate-forme de Saint-Sauveur », était montée de deux pièces de canon tirant huit livres de balle.
8. La huitième, nommée « plate-forme des Canonniers », était montée de deux pièces de canon tirant huit livres de balle.
9. La neuvième, nommée « plate-forme de Sainte-Croix », était montée de trois pièces de canon, tirant six livres de balle.
10. La dixième, nommée « fort de Saint-Joseph » était une redoute où il y avait six pièces de canon tirant huit et douze livres de balle.

Outre cela il y avait deux orgues chacun de dix canons de mousquet. Tous les canons étaient de fer, hormis trois ou quatre pièces de fonte, qui étaient dans le « fort de Sainte-Thérèse ».